# Goldener Spatz 1987
Das 5. Nationale Festival „Goldener Spatz“ für Kinderfilme der DDR in Kino und Fernsehen fand vom 7. bis zum 13. Februar 1987 in Gera statt. Es war die fünfte Auflage des Kinderfilmfestivals Goldener Spatz, welches 1979 erstmals ausgerichtet wurde. Es wurden ausschließlich Beiträge präsentiert, die in den beiden vorangegangenen Jahren in der DDR veröffentlicht wurden.

## Beschreibung
Insgesamt standen 54 Kinderfilme im Wettbewerb um den Goldenen Spatz, der in drei Kategorien vergeben wurde. Organisiert wurde die Veranstaltung vom Ministerium für Kultur der DDR, vom Staatlichen Komitee für Fernsehen und vom Verband der Film- und Fernsehschaffenden der DDR in Zusammenarbeit mit dem Rat des Bezirkes Gera. Walter Beck, Präsident des Festivalkomitees, eröffnete das Ereignis mit dem DEFA-Film Das Schulgespenst von Regisseur Rolf Losansky.
Die Preisträger in den verschiedenen Kategorien wurden von einer Jury aus 12 Fachjuroren bestimmt. Präsident der Fachjury war Heinz Hofmann. Darüber hinaus gab es auch eine 15-köpfige Kinderjury, die sich aus Pionieren der Polytechnischen Oberschulen des Stadt- und Landkreises Gera zusammensetzte und Ehrenpreise vergab. Siegfried Thiele war der Mentor der Kinderjury und gleichzeitig pädagogischer Mitarbeiter am Pionierpalast in Dresden.
Im Wettbewerb standen: 24 Animationsfilme, 18 Dokumentarfilme und 12 Spielfilme bzw. Fernsehspiele. Die Feierlichkeiten anlässlich der Preisübergabe fanden am 13. Februar 1987 im Palast-Theater zu Gera statt.

## Goldener Spatz
- Spielfilm/Fernsehspiel: Jan auf der Zille – Regie: Helmut Dziuba
- Dokumentarfilm/Fernsehpublizistik: Chile – tausend Träume, tausend Tränen weit – Regie: Ernst Cantzler
- Animation: Das gestohlene Gesicht – Regie: Lothar Barke – Produktion: DEFA-Studio für Trickfilme

## Ehrenpreise der Kinderjury
- Spielfilm/Fernsehspiel: Das Schulgespenst – Regie: Rolf Losansky
- Dokumentarfilm/Fernsehpublizistik: URkungen und WIRsachen – Regie: Günter Meyer
- Animation: Das gestohlene Gesicht – Regie: Lothar Barke

## Sonderpreise
- Ministerium für Kultur der DDR: Jorinde und Joringel – Regie: Wolfgang Hübner
- Vorsitzender des Staatlichen Komitees für Fernsehen beim Ministerrat der DDR: Gritta von Rattenzuhausbeiuns – Regie: Jürgen Brauer
- Verband der Film- und Fernsehschaffenden: Händel aus Halle – Regie Hubert Kreuz
- Minister für Volksbildung der DDR: Das Schulgespenst – Regie: Rolf Losansky
- Zentralrat der Freien Deutschen Jugend: Lebens Lauf – Geschichte einer Schule – Regie: Günter Jordan
- Oberbürgermeister der Stadt Gera: Die Weihnachtsgans Auguste – Regie: Günter Rätz
- Sonderpreis der Fachjury: Erste Liebe – Regie: Konrad Weiß

## Ehrendiplome

### Filmproduktionen
- Hans mein Igel (Regie: Horst I. Tappert)
- URkungen und WIRsachen (Regie: Günter Meyer)
- Brummkreisel (Regie: Sabine Fischer)
- Die Geburt der Königin (Regie: Jochen Kraußer)
- Flötenweise (Regie: Hans-Ulrich Wiemer)
- Zu Fuß in die Wolken (Regie: Gunther Scholz)
- Der Zuvielfraß (Regie Eberhard Neumann)
- Hoppala (Regie: Michael Schmidt)

### Schauspieler
- Hermann Beyer
- Erwin Geschonneck